# Muzeul Venanzo Crocetti

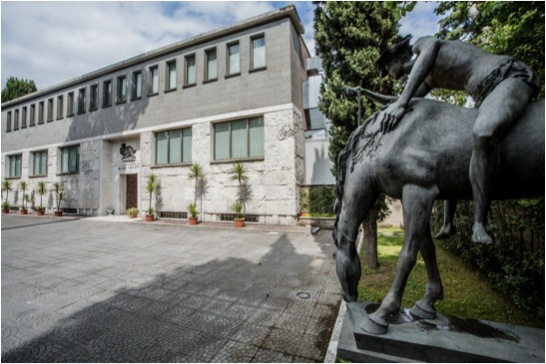
Muzeul Venanzo Crocetti

Muzeul Venanzo Crocetti este un muzeu de artă contemporană dedicat activității artistice a sculptorului Venanzo Crocetti (1913 – 2003).
Are sediul în Roma, în Via Cassia, 492.

## Istorie
Muzeul a fost construit de sculptor lângă casa și atelierul lui. Spațiul expozițional cuprinde mai multe săli aflate la parter și la cele două etaje ale muzeului.

## Organizare
În muzeu sunt expuse peste o sută de sculpturi în bronz și marmură, dar și desene și schițe realizate în aproape 70 de ani de activitate artistică. Opere realizate de Venanzo Crocetti se mai găsesc în Roma, Bruxelles, Paris, Berna, Zürich, New York, São Paulo, Montreal, Tokyo, Sendai, Osaka. 
În 1991, Muzeul Ermitaj din Sankt Petersburg i-a dedicat lui Venanzo Crocetti o sală de expoziție permanentă.
În Muzeul Venanzo Crocetti sunt organizate și alte expoziții de artă contemporană.